# Grupo Laberinto
El Grupo Laberinto es una agrupación de música regional mexicana especializada en el género tecnobanda. Fue formada en el año 1987 en la Ciudad Obregón, Sonora, México. Interpretan diferentes estilos de canción como rancheras, cumbias, baladas y boleros, pero son particularmente famosos por sus corridos; especialmente sus corridos de caballos.

## Historia
Formado en 1987 en Ciudad Obregón (Sonora), Grupo Laberinto, denominado como el «Orgullo de Sonora» es un grupo de música regional mexicana que se especializa en corridos, baladas, boleros y un estilo muy bailable resultado de una mezcla tropical muy similar al merengue.
El grupo hizo su debut con un estilo muy parecido a este último, pero rápidamente amplió sus horizontes para incluir las rancheras, las baladas y los corridos. Esa generalización de su música significó un acierto ya que les permitió ampliar su grupo de seguidores en México, y que su música llegará a los Estados Unidos.
Los corridos en particular, les daría el mayor de sus éxitos, figurando en producciones como "Corridos recién horneados", "Corridos pesadísimos", la compilación "Corridos de grueso calibre" y también "Corridos de cuidado". La agrupación contaba para 2020 con treinta y tres años de trayectoria y treinta y ocho álbumes grabados.
Entre sus más grandes éxitos se encuentran los temas: El Profeta, La Corita, Caballos del Pantanal, El indio enamorado, Rafa y su primo, El perrón Merino, El ayudante de Lino, El Cadete, El Transformer y La Cobra, La Soraya, El Chueco Galindo, Venganza divina, El Compa, En la barra, El peor de tus antojos, Barrio pobre, El Chuma, Mi adolescencia a los 40, Mi potra, Pa' la raza del barrio, El caballo de Pepe, Me rindo, Las huellas de mis besos, Ya lo ves, El Amo, El Chulo, El Machete, Moriré esperando, entre Otras.
En 2022, el Grupo Laberinto recibió su propia estrella de la fama de Las Vegas.

## Integrantes
- Óscar Gutiérrez "El Borre" - Voz y Guitarra
- Alexis López "El Chato" - Voz y Percusiones
- Ángel Sierra "El Campa" - Voz
- Rafael "Rafa" Martínez - Batería
- Francisco Rábago - Teclados
- Hiram Barreras - Bajo
- Miguel "Mike" Muñoz - Trompeta
- Heriberto Baldenegro - Trompeta
- Ricardo Mascareño - Trompeta
- Carlos "Charly" Ortiz - Trombón
- Francisco Baldenegro - Trombón
- Andrés Martínez Jr. - Saxofón
- Édgar Martínez - Saxofón
- Abel López - Animador
- Ángel Marín - Producer

## Exintegrantes
- Serapio Ramírez - Primera Voz y Compositor[9]
- Wilfrido "Willy" Lara - Bajo y Segunda Voz
- Alejandro Ramírez - Segunda Voz
- Miguel "Mike" Muñoz + - Guitarra
- Trinidad "Trini" Mascareño - Percusiones, Trompeta, Clarinete y Coros
- Ricardo Mascareño + - Trompeta
- Manuel Rascón - Trompeta
- Reyes Morales - Trombón
- Andrés Martínez - Saxofón y Director Musical
- Enrique "Chapito" Martínez - Batería
- Joaquín Rábago - Teclados

## Discografía

#### Álbumes De Estudio
- Al Sabor de la Cumbia (1986)

- Cumbias vs Rancheras (1987)

- Este es Tu Ritmo (1987)

- Baila Pachanguero (1988)

- A Toda Banda (1989)

- Sucedió en la Barranca (1990)

- Es Banda (1991)

- Al Sabor de la Quebradita (1992)

- Déjenla Bailar - Pa'lla y Pa'ca (1993)

- El Lobo (1993)

- Reina Mía (1994)

- De Lágrimas y Miel (1995)

- De Corridos (1996)

- El Número Uno - Abrígame (1997)

- Mar de Penas (1997)

- Territorio Prohibido (1998)

- Corridos de Grueso Calibre (1999)

- Estate Quieto (1999)

- Corridos Recién Horneados (2000)

- La Sorpresa (2001)

- Corridos Pesadísimos (2002)

- Para Vivir Contigo (2002)

- El Indio Enamorado (2003)

- ¡Otra Carga de Corridos! (2004)

- Pa' La Raza del Barrio (2005)

- Totalmente Ranchero (2005)

- El Profeta y Otros Caballos Famosos (2006)

- La Hora del Adiós (2007)

- Corridos de Cuidado (2008)

- Pienso en Ti (2009)

- ¡Que Barbaridad! (2010)

- El Parrandero (2011)

- Me Voy Cómo Vine (2011)

- El Padrino (2013)

- Caminos de la Vida (2014)

- Empiezo a Vivir (2015)

- Me Traes de un Ala (2018)

- La Historia Continua (2019)

- Desde Nuestro Rancho a Tu Casa (2020)

- Mis Defectos (2021)

- Fuera de Serie (2022)

Álbumes de Recopilación/Álbumes En Vivo
- 15 Bombazos de Banda (1990)
- En Vivo Desde Empalme (1990)
- ¡En Vivo! (2004)
- En Vivo (2010)
- Nuestras Favoritas de Joan Sebastian (2012)
- Un Camino de Éxitos (2025)

###### Sencillos
- El Frenito (2012) (Incluido Después En El Álbum El Padrino)
- El Parrandero (2017) (Incluido Después En El Álbum Me Traes de Un Ala)
- Como Amigo y Como Amante (2018)
- Mi Potra (2019)
- Regalo Equivocado (En Vivo) (2020)
- Mis Defectos (2021)
- El Caballo de Mi Padre (2021)
- Fuera de Serie (2022)
- El Regalo Equivocado (2022)
- El Indio Enamorado (2023) (En Colaboración Con Luis R Conriquez)
- Secreto de Confesión (En Vivo) (2023) (En Colaboración Con Luis R Conriquez)
- El Gato (2023) (En Colaboración Con El Fantasma) (Originado de El Álbum Corridos de Cuidado)
- Corridos Clásicos (2023) (Popurrí de Canciones Como El Corrido de Los Pérez, Juan Ramos, Cándido Rodríguez y Laurita Garza)
- Popurrí Ranchero: Barrio Pobre, Sea Por Dios, Amor Fingido, La Huella de Mis Besos (2023)
- Hay Errores (2024) (Originado de Fuera de Serie)
- Qué Te Hizo Olvidarme (2024) (Originado de Fuera de Serie)
- El Profeta (2024) (En Colaboración Con Los Huracanes del Norte)
- El del Morral (2024)
- En La Barra (2024) (Originado de Para Vivir Contigo y Originalmente Compuesta Por Joan Sebastian)
- El Cadete (2024) (Originado de Pienso En Ti)
- Juanita (2024)
- Popurrí Las Mañanitas: Las Mañanitas, En Tu Día, Felicidades Felicidades (2024)
- Buena Amiga (2025) (En Colaboración Con Edén Muñoz) (Originalmente del Álbum Para Vivir Contigo y Compuesta Por Joan Sebastian)
- El Jaguar (2025)